# Interforum

Logo d'Interforum.

 (août 2020).
Interforum est une filiale du groupe Editis, créée sous sa forme initiale en 1961.
La société assure la commercialisation en France et à l'étranger des ouvrages (essentiellement des livres) de plus de 150 éditeurs francophones, appartenant au groupe Editis ou indépendants ayant négocié un accord en ce sens et leur distribution dans les réseaux de vente au public final (librairies indépendantes, réseaux, centrales d'achats de grandes surfaces, bibliothèques, etc.[source insuffisante]).
Elle dispose également d'un département spécialisé dans l'édition numérique. Ce secteur s'occupe pour le compte des éditeurs de la fabrication des fichiers aux différents formats selon les besoins (pdf, e-pub…), de l'intégration et diffusion des DRM, de l'hébergement des fichiers, etc.

## Catalogue
Voir également la présentation visuelle de la liste des éditeurs diffusés et/ou distribués par la société.